# Legione dei Super-Eroi (2004)
La versione del 2004 della Legione dei Super-Eroi è la terza versione alternativa della Legione dei Super-Eroi, un gruppo di supereroi del 31º secolo dell'immaginario universo narrativo della DC Comics. La squadra originaria è la versione del 1958 e la seconda venne ideata nel 1994. Questa versione esordì nella serie a fumetti Teen Titans/Legion Special (novembre 2004) e fu creata da Mark Waid e Barry Kitson.

## Storia editoriale
Dopo il crossover con i Teen Titans in Teen Titans (vol. 3) n. 16 e Teen Titans/Legion Special, venne lanciata una nuova serie, Legion of Super-Heroes (Vol. 5), scritta da Mark Waid (che aveva precedentemente aggiornato la squadra dopo gli eventi di Ora Zero) e illustrata da Barry Kitson. Questa nuova serie ricreò la squadra dal principio e utilizzò i nomi in codice con la desinenza in boy/lad/lass/kid e la revisione precedente, quella del 1994, venne rimossa del tutto e mai più utilizzata. Dal n. 16 la serie venne rinominata Supergirl and the Legion of Super-Heroes, poiché Supergirl viaggiò nel futuro e si unì al gruppo. Nel n. 31, Tony Bedard rimpiazzò Waid come scrittore. Il titolo riprese il nome di Legion of Super-Heroes con il n. 37 e Jim Shooter divenne il nuovo scrittore. La serie terminò con il n. 50, accreditato a "Justin Thyme", uno pseudonimo utilizzato da alcuni artisti non accreditati.

## Storia del gruppo
I primi numeri della serie reintrodussero i personaggi e fornirono loro nuove e diverse origini e la maggior parte di essi somigliava alle loro controparti sia in costumi che in poteri, con le eccezioni di Chameleon Boy, ora chiamato semplicemente Chameleon e raffigurato come una creatura androgina, Star Boy, che in questa versione è un afro-americano, Colossal Boy, che ora è un gigante che si riduce alle dimensioni di un essere umano, e Phantom Girl, che esiste in un due universi contemporaneamente e riesce a conversare con la gente della sua dimensione mentre parla allo stesso tempo con i Legionari.
L'universo futuro di questa Legione è una società mentalmente ed emotivamente repressiva che coinvolge la sessualità degli umani e il contatto tra questi è tenuto sono stretta sorveglianza così come una sorveglianza "Orwelliana" delle minoranze. L'obiettivo principale della Legione è una riforma sociale così come la proteggere le persone e ispirarle con le leggende dei supereroi della vecchia epoca, anche se la squadra non è apprezzata dalle autorità dei vari governi.
La Legione viene idolatrata da migliaia di "Legionari", giovani di mondi diversi che adorano il gruppo in una maniera simile ad un culto. Alcuni Legionari infatti mantengono una vigilanza costante al di fuori del quartier generale della squadra.
Questa versione della Legione comparve nella serie limitata Crisi finale: la Legione dei 3 mondi, scritta da Geoff Johns e illustrata da George Pérez. La miniserie vide la terza versione della Legione alleata con le sue precedenti incarnazioni e a Superman per combattere Time Trapper e una nuova incarnazione della Legione dei Supercriminali (guidati da Superboy-Prime). Si rivelò alla fine della miniserie che questa versione della Legione abitava sulla Terra Prime, la casa di Superboy-Prime.